# Głafira Okułowa-Teodorowicz
Głafira Iwanowna Okułowa-Teodorowicz (ur. 23 kwietnia?/5 maja 1878 w Szoninie w guberni jenisejskiej, zm. 18 lub 19 października 1957 w Moskwie) – rosyjska rewolucjonistka, bolszewiczka, uczestniczka rosyjskiej wojny domowej po stronie czerwonych.

## Życiorys
Uczyła się na żeńskich kursach pedagogicznych w Moskwie. Pierwszy raz została aresztowana w 1896, została wówczas skazana na zsyłkę do guberni jenisejskiej w trybie administracyjnym. Zwolniona w 1899, od tego samego roku należała do Socjaldemokratycznej Partii Robotników Rosji. Działała w kołach robotniczych w Kijowie, rozpowszechniała pismo „Iskra” w Samarze i w Moskwie. Aresztowana ponownie w 1902, została skazana w trybie administracyjnym na zesłanie do guberni jakuckiej. Po zwolnieniu, w latach 1905–1908 działała w organizacji partyjnej w Petersburgu. Wyszła za mąż za Iwana Teodorowicza, również działacza rewolucyjnego, i po skazaniu go na katorgę w 1911 udała się w ślad za nim do guberni irkuckiej.
W marcu 1917 r. weszła do komitetu gubernialnego partii bolszewickiej w guberni jenisejskiej i równocześnie do Środkowosyberyjskiego obwodowego biura partii bolszewickiej. Od 1918 zasiadała w prezydium Wszechrosyjskiego Centralnego Komitetu Wykonawczego. Była w nim kierowniczką wydziału agitacji, następnie naczelnikiem oddziału politycznego Frontu Wschodniego i członkinią jego Rady Rewolucyjno-Wojskowej. Między kwietniem a czerwcem 1919 r., tj. podczas wiosennej ofensywy białej armii adm. Aleksandra Kołczaka na froncie wschodnim oraz podczas kontrofensywy Armii Czerwonej, należała do Rady Rewolucyjno-Wojskowej 1 Armii Frontu Wschodniego. Następnie od czerwca do listopada 1919 była członkinią Rady Rewolucyjno-Wojskowej 8 Armii Frontu Południowego, walczącej z Siłami Zbrojnymi Południa Rosji na Ukrainie Lewobrzeżnej. W 1920 zasiadała w Radzie Rewolucyjno-Wojskowej armii rezerwowej.
Po zakończeniu wojny domowej w Rosji pozostawała pracownicą partyjną. W latach 1929–1930 była zastępczynią kierownika wydziału agitacji, propagandy i publikacji przy Komitecie Centralnym WKP(b), następnie rektorem Wyższej Komunistycznej Szkoły Rolniczej w Swierdłowsku, a później analogicznej szkoły w Riazaniu. Autorka broszur na tematy wsi i udziału społeczeństwa w budowaniu nowej kultury. Spisała wspomnienia poświęcona Jakowowi Swierdłowowi.
W 1954 przeszła na emeryturę. Zmarła trzy lata później w Moskwie i została pochowana na Cmentarzu Nowodziewiczym.
Odznaczona Orderem Lenina.
Jej imię nosi ulica w Iwanowie.